# Berytinus crassipes
Berytinus crassipes är en insektsart som först beskrevs av Herrich-schaeffer 1835.  Berytinus crassipes ingår i släktet Berytinus, och familjen styltskinnbaggar. Enligt den finländska rödlistan är arten nära hotad i Finland. Arten är reproducerande i Sverige. Artens livsmiljö är torra gräsmarker.